# Puente Antonio José de Sucre
El Puente Antonio José de Sucre, comúnmente conocido como Puente Sucre,  es un puente colgante de Bolivia, que conecta los municipios de Yotala y Betanzos en los departamentos de Chuquisaca y Potosí respectivamente. El puente cuenta con dos grandes fortalezas en ambos extremos, cada una compuesta de dos torres que sostienen largos y fuertes tirantes sobre los cuales están ubicadas tablas de madera horizontales en una longitud de 208 metros, sobre el río Pilcomayo. El puente fue construido a finales del siglo XIX con el fin de vincular mejor las ciudades de Sucre y Potosí, y es considerado una de las obras emblemáticas de la ingeniería en Bolivia. Debe su nombre en honor al Mariscal de Ayacucho, Antonio José de Sucre, considerado uno de los libertadores de Bolivia.

## Historia
Su construcción se inició en 1892, impulsado por el presidente Aniceto Arce. El puente fue calculado por el ingeniero francés Louis Soux, su trazado fue realizado por el ingeniero Julio Pinkas, y el ingeniero Julio Knaudt fue el responsable de la ejecución de los planos. Arce encargó el diseño a ingenieros y arquitectos tales como Antonio Camponovo, Luis Calvo, entre otros. Su inauguración fue el 10 de agosto de 1910.
El puente fue un lugar emblemático durante la Guerra del Chaco (1932-1935), ya que por él desfilaron los combatientes bolivianos que iban al sureste a luchar en la región del Chaco.
En 1971 se inauguró el Puente Méndez, 600 metros aguas abajo, dejando al Puente Sucre prácticamente abandonado durante tres décadas.